# Nancy Hamilton
Nancy Hamilton (Sewickley, Estados Unidos, 27 de julio de 1908 – New York, Estados Unidos, 18 de febrero de 1985) fue una actriz, dramaturga, directora y productora estadounidense. Trabajó los teatros de Nueva York entre 1932 y 1954, escribió sketches y letras para las revistas musicales New Faces of 1934 (1934), One for the Money (1939), Two for the Show (1940) y Three to Make Ready (1946). Es conocida principalmente por haber escrito la letra de la canción popular, How High The Moon, que ingresó al Salón de la Fama de los Compositores en 1971. Durante muchos años fue pareja de la legendaria actriz Katharine Cornell.

## Premios y distinciones
Premios Óscar
| Año  | Categoría              | Película                  | Resultado |
| ---- | ---------------------- | ------------------------- | --------- |
| 1956 | Mejor documental largo | Helen Keller in Her Story | Ganador   |